# Chronique provinciale
Pour plus de détails, voir Fiche technique et Distribution.
Chronique provinciale est un court métrage de 22 minutes réalisé par Jean-Paul Rappeneau et tourné en 1958 dans sa ville natale : Auxerre. Il s'agit d'un film de commande et d'un des tout premiers films de sa carrière.
Rappeneau était assisté de François Leterrier ; Alain Cavalier a collaboré à la rédaction du scénario, et Maurice Jarre a participé à la réalisation de la bande originale. Ce dernier a d'ailleurs déclaré à propos de ce film : « Je me souviens très bien de l’angoisse de Jean-Paul car c’était son premier film. J’ai toujours gardé un bon souvenir de cette période. »

## Fiche technique
- Réalisation : Jean-Paul Rappeneau  assisté de François Leterrier
- Scénario : Alain Cavalier
- Musique : Maurice Jarre
- Pays de production :  France
- Genre : Court métrage de comédie
- Format : Noir et blanc - son mono - 1,37:1
- Durée : 22 minutes
- Année de sortie : 1958

## Distribution
- Yori Bertin
- Marcel Cuvelier